# ماكانش على البال (فلم)
ماكانش على البال هو فيلم تلفزي مغربي من كتابة مريم الدريسي وإخراج جيهان البحار سنة 2018، وبطولة كل من يوسف الجندي، هاجر كريكع، فاطمة الزهراء الجوهري، محسن مالزي، سحر الصديقي، وآخرين.

## القصة
يحكي الفيلم قصة جليل، طبيب جراح ناجح بالدار البيضاء تعود أصوله إلى عائلة فقيرة من جبال الأطلس المتوسط.
أراد جليل الزواج من عائلة غنية، لكن العائلة رفضت لأن مستواه الاجتماعي لا يليق بالعائلة. لهذا لجأ للزواج من قبيلته، للحصول على ميراث، لتنقلب حياته ومشاريعه بشكل غير متوقع.